# Dolní Folmava
Dolní Folmava (německy Unter Vollmau) je vesnice, část obce Česká Kubice v okrese Domažlice v Plzeňském kraji. Nachází se asi dva kilometry jižně od České Kubice. Dolní Folmava je také název katastrálního území o rozloze 22,78 km².

## Historie
První písemná zmínka o vesnici pochází z roku 1707.

## Obyvatelstvo
| Rok            | 1869  | 1880  | 1890  | 1900  | 1910  | 1921 | 1930 | 1950 | 1961 | 1970 | 1980 | 1991 | 2001 | 2011 | 2021 |
| -------------- | ----- | ----- | ----- | ----- | ----- | ---- | ---- | ---- | ---- | ---- | ---- | ---- | ---- | ---- | ---- |
| Počet obyvatel | 1 018 | 1 317 | 1 233 | 1 234 | 1 000 | 817  | 756  | 109  | 104  | 96   | 75   | 56   | 55   | 93   | 108  |
| Počet domů     | 77    | 104   | 113   | 113   | 109   | 110  | 109  | 67   | 45   | 27   | 22   | 30   | 29   | 39   | 46   |

## Obecní správa
Při sčítání lidu v letech 1850–1985 Dolní Folmava byla osadou obce Folmava v okrese Domažlice. Od 1. července 1985 je částí obce Česká Kubice v okrese Domažlice.

## Galerie

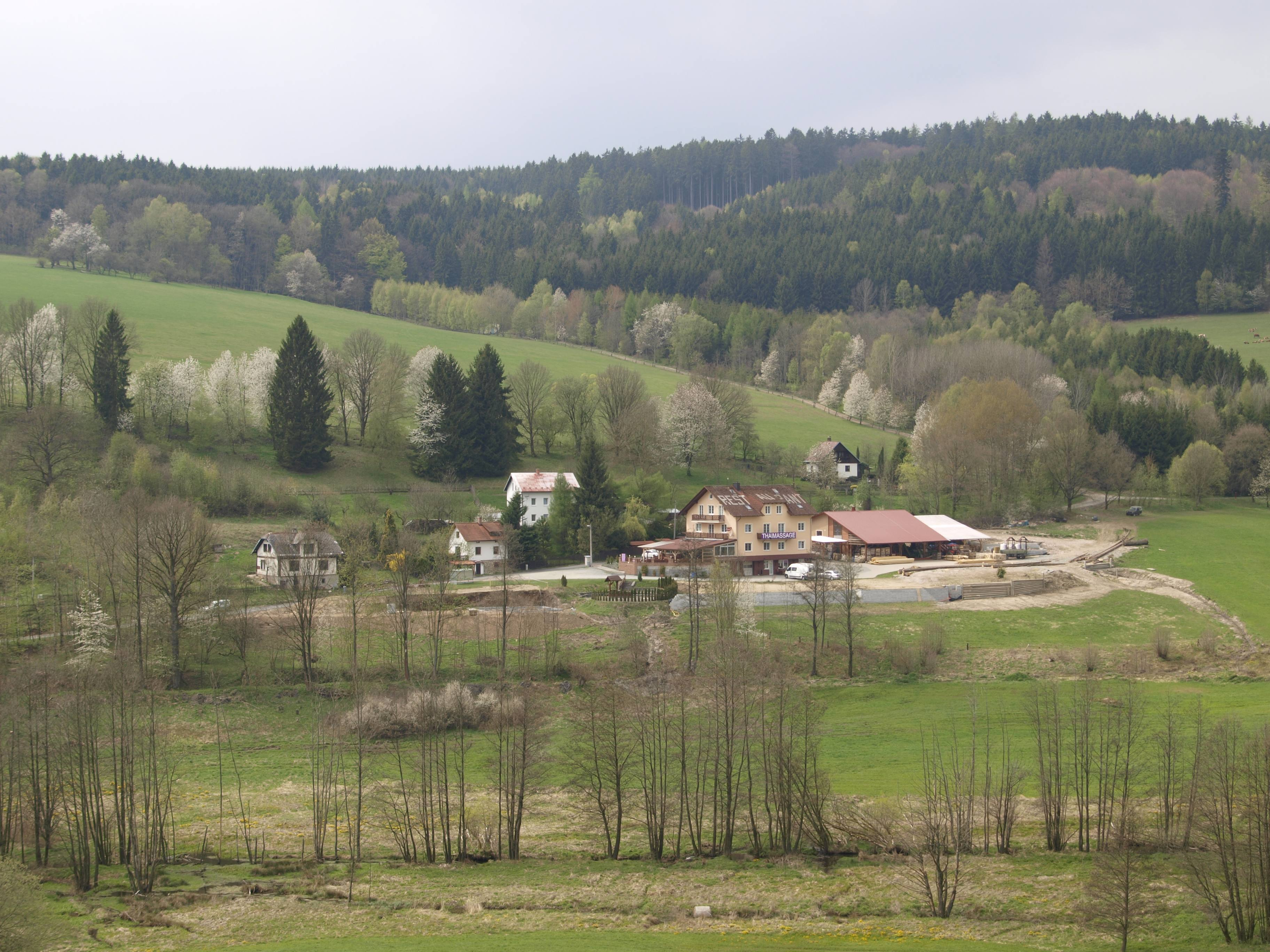
Pohled na část obce ze silnice I/26
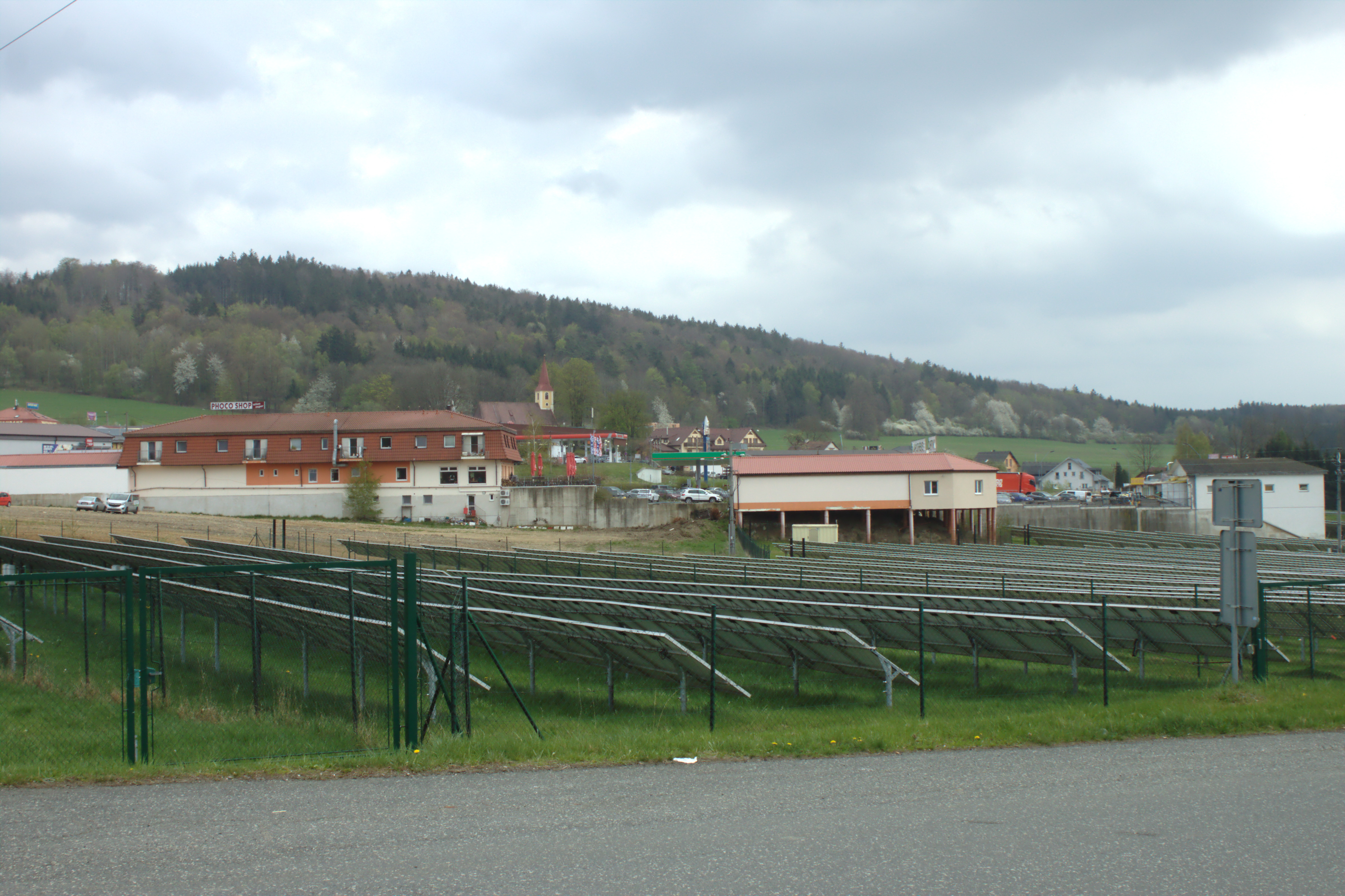
Solární elektrárna
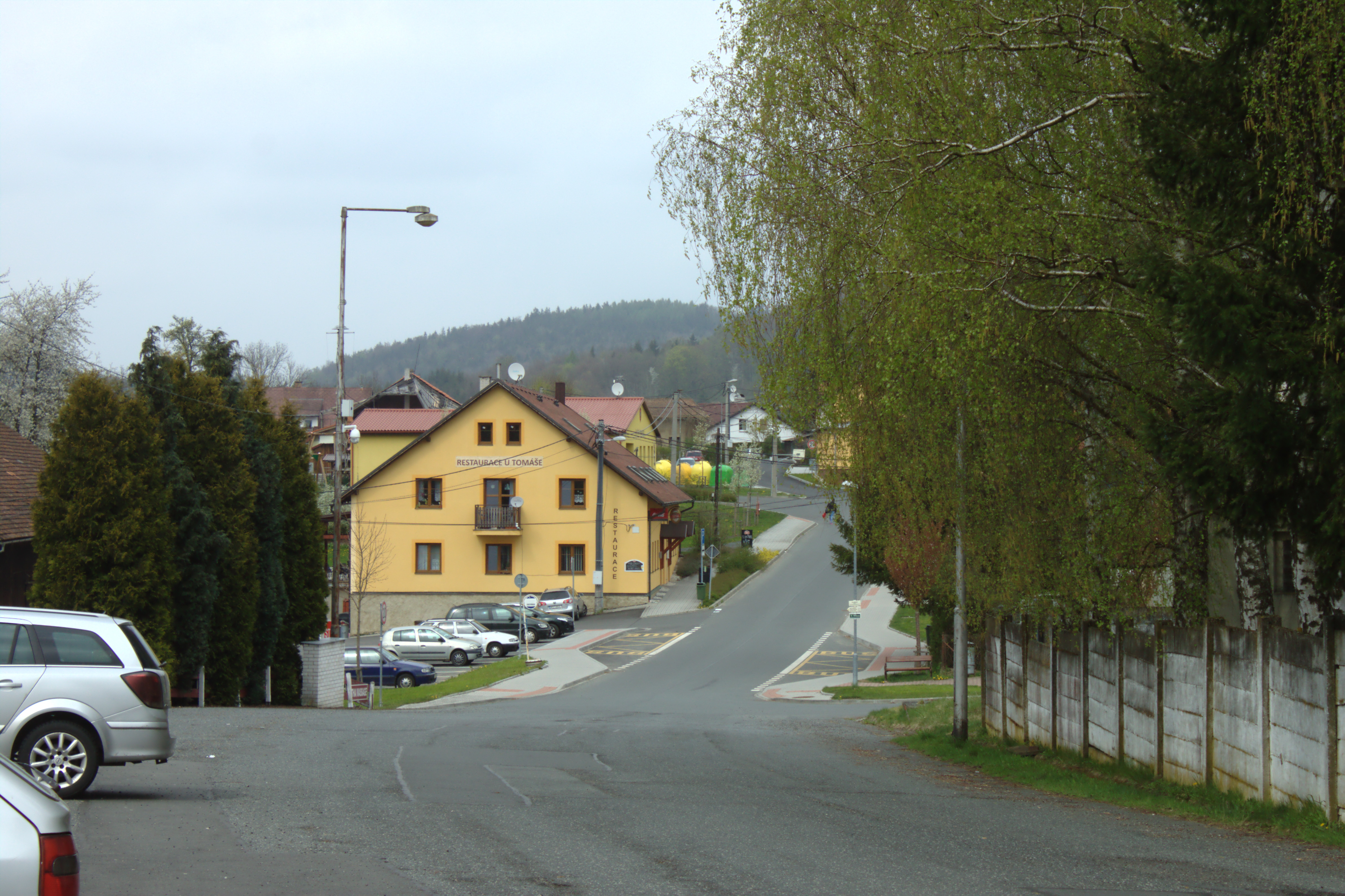
Hlavní silnice v obci